# 1796
| 1796                        |
| --------------------------- |
| Dødsfald - Fødsler          |
| • Begivenheder • Litteratur |

| Gregoriansk kalender | 1796 MDCCXCVI           |
| Ab urbe condita      | 2549                    |
| Armensk kalender     | 1245 ԹՎ ՌՄԽԵ            |
| Kinesiske kalender   | 4492 – 4493 乙卯 – 丙辰 |
| Etiopisk kalender    | 1788 – 1789             |
| Jødisk kalender      | 5556 – 5557             |
| Hindukalendere       |                         |
| - Vikram Samvat      | 1851 – 1852             |
| - Shaka Samvat       | 1718 – 1719             |
| - Kali Yuga          | 4897 – 4898             |
| Iransk kalender      | 1174 – 1175             |
| Islamisk kalender    | 1211 – 1212             |

Konge i Danmark: Christian 7. 1766-1808
Se også 1796 (tal)

## Begivenheder

### Februar
- 1. februar - Upper Canadas hovedstad forlægges fra Newark (det nuværende Niagara-on-the-Lake) til York (det nuværende Toronto)

### Marts
- 9. marts – Napoleon Bonaparte viet til Josephine

### Maj
- 14. maj - den engelske læge Edward Jenner udfører den første vaccination mod kopper
- 15. maj - under Den første koalitionskrig indtager Napoleon Bonaparte Milano i triumf.

### Juni
- 1. juni- Tennessee bliver optaget som USA's 16. stat

### August
- 19. august - Frankrig og Spanien går i forbund og erklærer krig mod Storbritannien.

## Født
- 28. juni – Dronning Caroline Amalie, dronning af Danmark (død 1881).
- 23. juli – Franz Berwald, svensk komponist (død 1868).

## Dødsfald
- 5. april – Ole Henrik Møller, dansk skolemand og personalhistoriker, (født 1715).
- 17. november – Kejserinde Katharina 2. af Rusland (født 1729)